# فوتومت
فوتومَت (انگلیسی: Photomath) یک برنامهٔ موبایل است که از دوربین گوشی هوشمند برای اسکن و تشخیص معادلات ریاضی استفاده می‌کند و سپس توضیحات گام به گام مسائل را روی صفحه نمایش می‌دهد. این برنامه در اندروید و آی‌اواس در دسترس است.